# Lhagpa Phuntshogs
Lhagpa Phuntshogs (ལྷག་པ་ཕུན་ཚོགས, Gyantse, 11 november 1942) is een Tibetaans tibetoloog.

## Studie en loopbaan
Phuntshogs studeerde Tibetaanse taal aan het Centrale College voor Nationaliteiten van 1961 tot 1963 en gaf daar zelf les in Tibetaans van 1964 tot 1970. Van 1971 tot 1980 doceerde hij Tibetaans aan het Tibet Leraren College. Van 1980 tot 1983 werkte hij voor de Tibetaanse Federatie voor Literatuur en Kunstkringen. Van 1983 tot 1991 was hij de voorzitter van de Academie voor Sociale Wetenschappen van de Tibetaanse Autonome Regio en van 1991 tot 2000 werd hij gekozen als vicevoorzitter van de Tibetaanse afdeling van de Communistische Partij.
Sinds mei 2000 is Phuntshogs directeur en senior onderzoeker van het China Tibetology Research Center in Peking en voorzitter van de academische comité van het centrum. Verder heeft is hij toezichthouder van de doctorsgraad Graduate School van de Chinese Academie voor Sociale Wetenschappen en lid van het Nationaal Comité van de Chinese Politieke en Raadgevende Volksconferentie.

## Stellingname tijdens de opstand van 2008
Experts van het China Tibetology Research Center schreven tijdens de opstand van 2008 hoofdartikelen waarin ze de veertiende dalai lama Tenzin Gyatso en ander leiders zoals van de Tibetaanse regering in ballingschap en de Tibetaanse organisaties in ballingschap kapittelden als de dalai lama-kliek die de onlusten opzettelijk hadden georkestreerd om Tibet van China los te maken en de Olympische Zomerspelen 2008 te saboteren. Lhagpa Phuntshogs sprak uit dat wanneer de dalai lama zijn claims neerlegde en alle separatistische acties zou stoppen, de deur voor consultatie en dialoog met de centrale regering weer open zouden komen te staan.